# Rue Lhomond
La rue Lhomond est une voie du 5e arrondissement de Paris située dans le quartier du Val-de-Grâce.

## Situation et accès
La rue Lhomond d'une longueur de 578 m, débute au 1, place de l'Estrapade et prend fin au 8, rue de l'Arbalète.
Elle est desservie par la ligne 7 à la station Censier-Daubenton qui est la plus proche mais aussi la station Place Monge.

## Origine du nom
Elle porte son nom actuel, depuis 1867, en hommage à Charles François Lhomond (1727-1794), prêtre, grammairien et érudit français.

## Historique

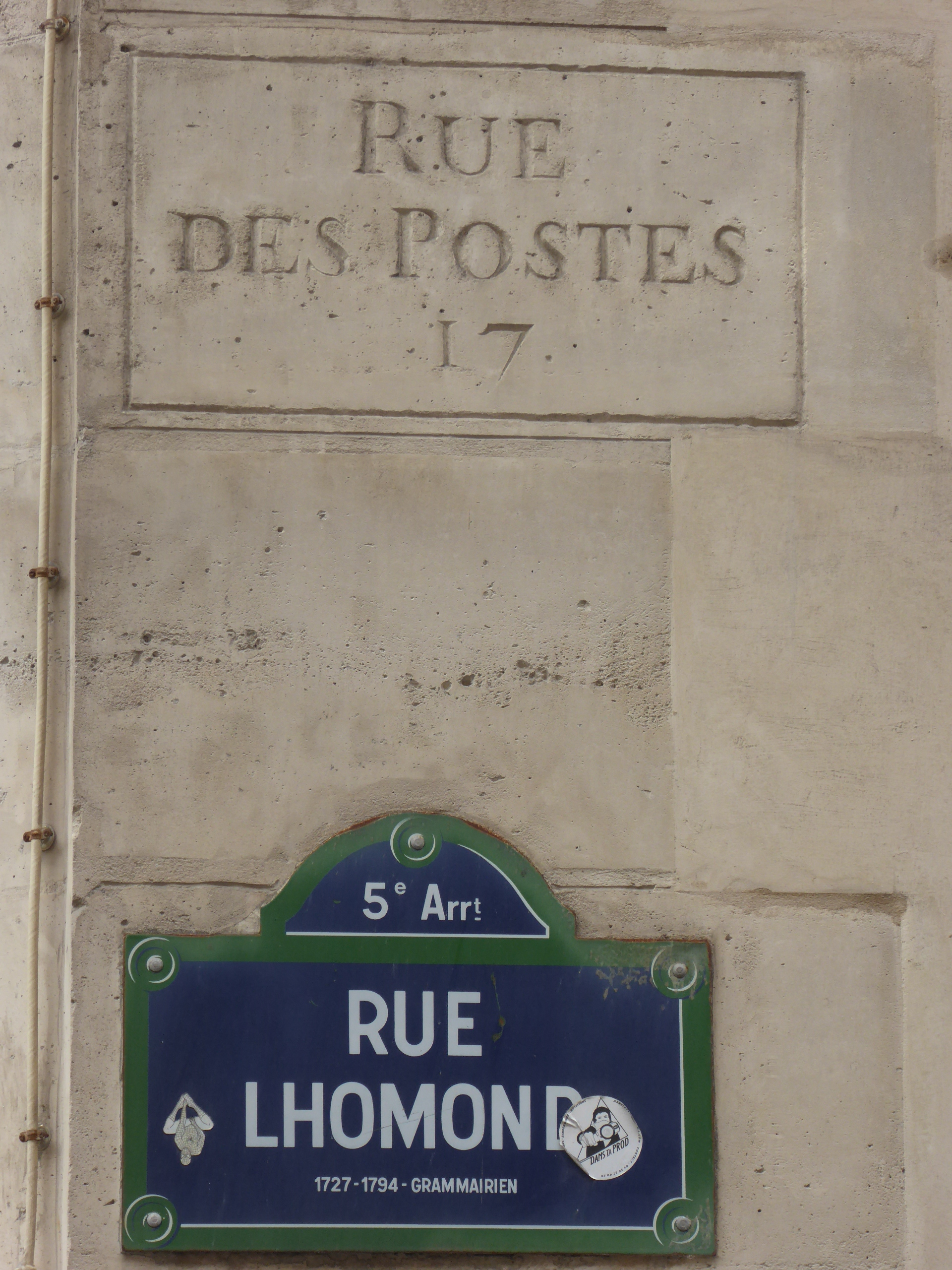
Inscription de l'ancien nom rue des Postes gravée dans la pierre, au-dessus de la plaque réglementaire portant le nom rue Lhomond, photographie prise en 2018.

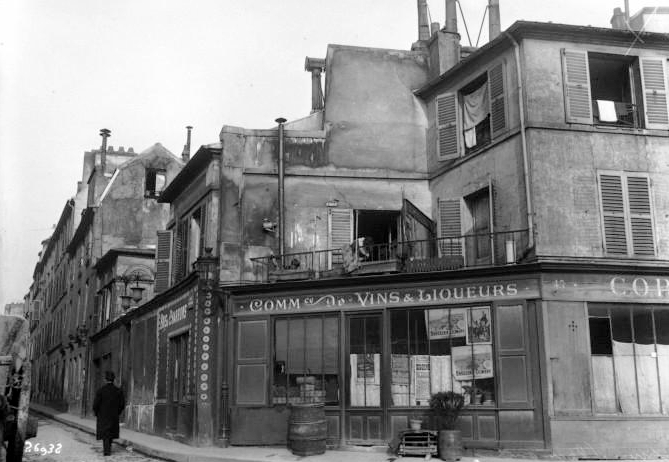
La rue Lhomond en 1913.

L'origine de la rue est gallo-romaine. Son tracé de la place de l'Estrapade à la place Lucien Herr correspond au parcours de la voie de Lutèce à Lugdunum et à l'Italie. Le point de départ de cette voie était situé à l'angle sud-est du forum romain, actuellement au croisement de la rue Saint-Jacques et de la rue Soufflot. Cette voie traversait la Bièvre par un gué à proximité de l'actuelle église Saint-Médard et se prolongeait à l'emplacement des actuelles avenues des Gobelins et de Choisy.
Elle porte au XVe siècle le nom de « rue des Poteries » en raison d'anciennes poteries gallo-romaines, découvertes notamment attestées au XVIIIe siècle.
Jusqu'au début du XVIe siècle cette voie qui relie la porte Saint-Jacques de l'enceinte de Philippe-Auguste au pont sur la Bièvre près de l'église Saint-Médard en passant par un tronçon de la rue de l'Arbalète, traverse un espace de cultures et de vignes peu construit, le clos des Poteries et le clos Sainte-Geneviève dont les terrains sont partiellement lotis au cours de la deuxième moitié du XVIe siècle. Vers 1540, le facteur d'orgues Pasquier Baullery (v.1490-v.1549), père du futur peintre Jérôme Baullery (v.1532-1598) se fait livrer des « moellons pour son jardin, rue des Poteries ».
Le nom de « rue des Poteries » se serait altéré vers 1600 en « rue des Pots », devenu ensuite « rue des Postes »,.
Elle est citée sous le nom de « rue des Postes » dans un manuscrit de 1636.
Depuis cette époque, la rue a été marquée par la présence de différentes communautés catholiques qui y possèdent des séminaires ou des couvents. Ainsi se trouvait au no 22 le séminaire anglais, autorisé à s'y installer en 1684 par le roi Louis XIV, où il est en activité jusqu'en 1790.
Au XVIIIe siècle se trouve au no 20 la communauté des Eudistes (dites également de Jésus et de Marie), fondée par Jean Eudes et formant des missionnaires, qui acquiert une maison en 1727 et fonde également la Maison des Filles de Saint-Michel aux nos 38-40 en 1724, accueillant les femmes repentantes de leurs libertinages. Ces deux établissements seront eux aussi confisqués à la Révolution et vendus. En 1731, la Congrégation du Saint-Esprit, présente dans des bâtiments de la rue Neuve-Sainte-Geneviève, acquiert de nouveaux bâtiments dans la rue des Postes aux nos 24-26 ; ils y sont toujours présents malgré une temporaire expulsion lors de la Révolution. À partir de 1800, le couvent est repris par la mère-prieure Françoise de Bèze de la Belouze et la vie religieuse reprend son cours. En 1825, il abrite la communauté des dames Bénédictines du Saint-Sacrement et celle des sœurs de l'Immaculée Conception. 
En 1934, Franz Stock, qui est nommé recteur de la Mission catholique allemande de Paris, habite au 21-23 de la rue Lhomond. Il dirigera plus tard le Séminaire des Barbelés près de Chartres.
En 1764 a été imprimé dans la rue des Postes le Manuel typographique de Pierre-Simon Fournier.
Elle reçoit son nom actuel en 1867.
En 1914, Émile Chautemps, sénateur et médecin qui œuvra à doter la capitale d'une organisation sanitaire efficace, y crée au numéro 18 l'hôpital du Panthéon, dans une partie des locaux abandonnés à l'été 1913 par les jésuites de l’école Sainte-Geneviève. Après la guerre, entre 1927 et 1937, l'hôpital est désaffecté.

Évolution de la rue de 1530 à 1739 sur les plans de Paris (orientés approximativement sud en haut)
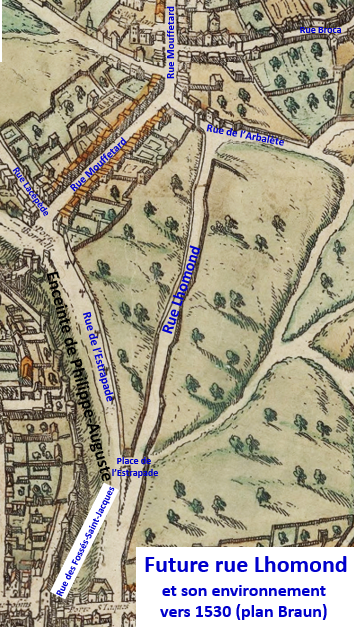
Rue des Poteries en 1530, (rue Lhomond depuis 1867).
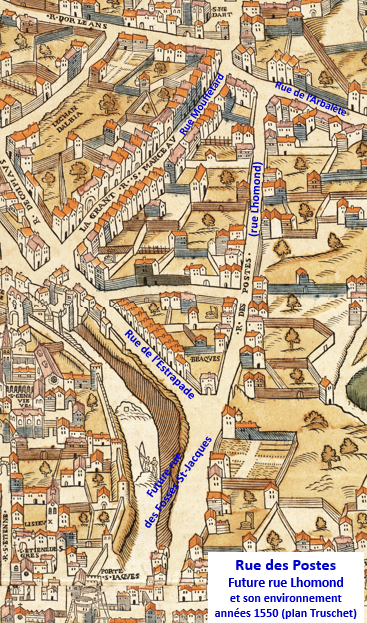
Rue des Postes vers 1550, (rue Lhomond depuis 1867).
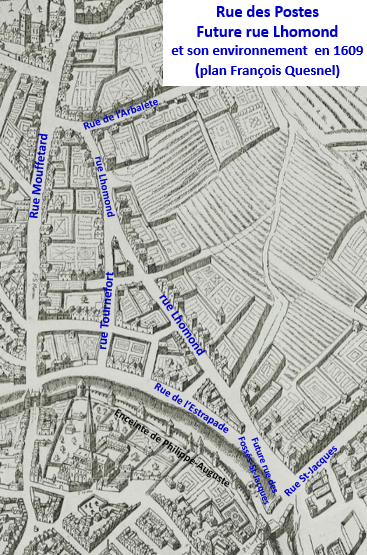
La future rue Lhomond en 1609.
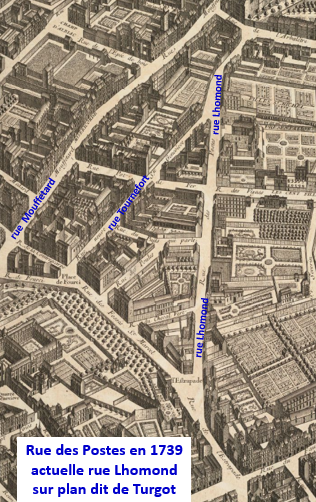
Rue des Postes en 1739 (rue Lhomond depuis 1867).

## Bâtiments remarquables et lieux de mémoire

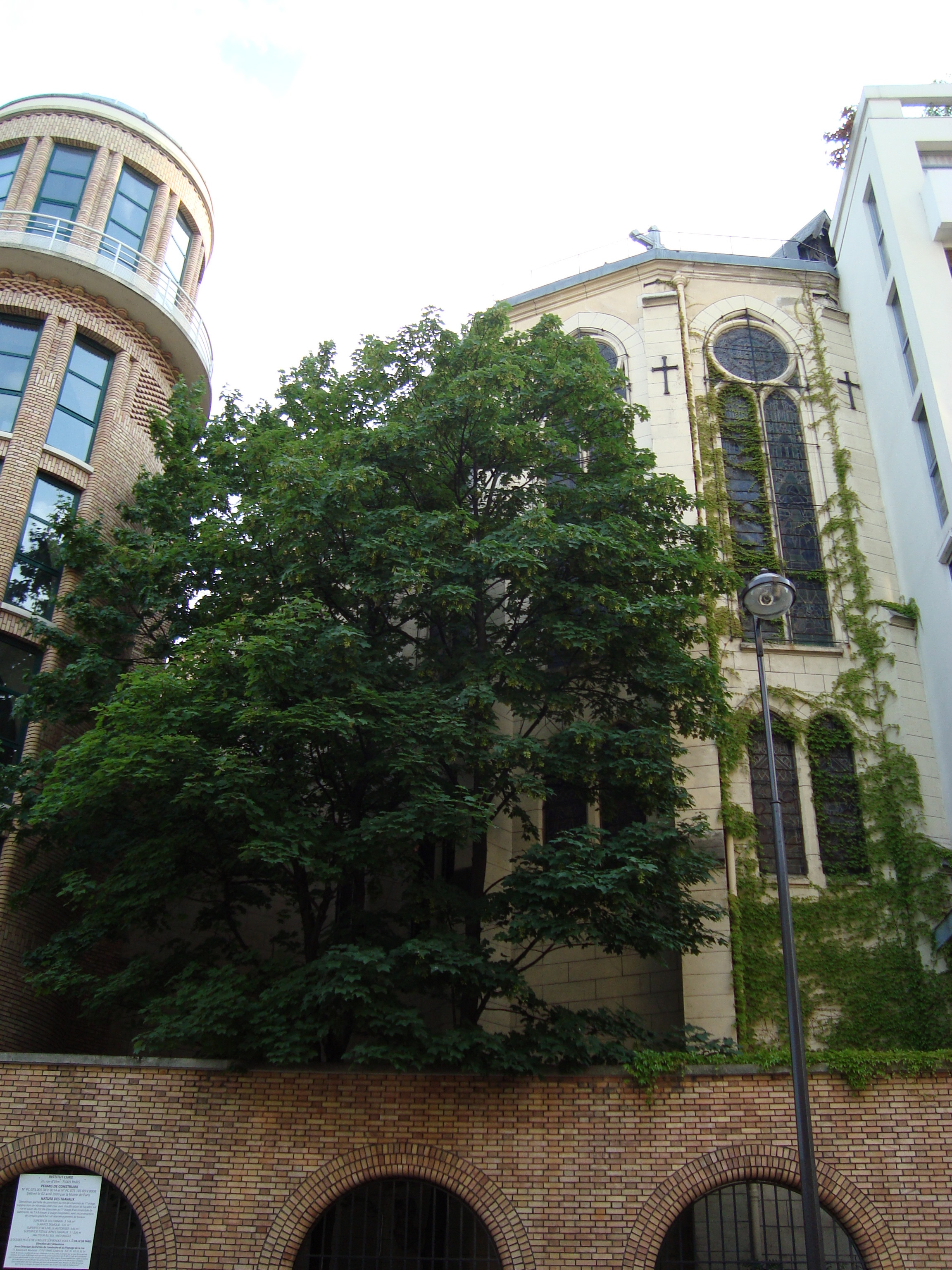
Chevet de l'église Notre-Dame du Liban, vue de la rue Lhomond, en 2009.

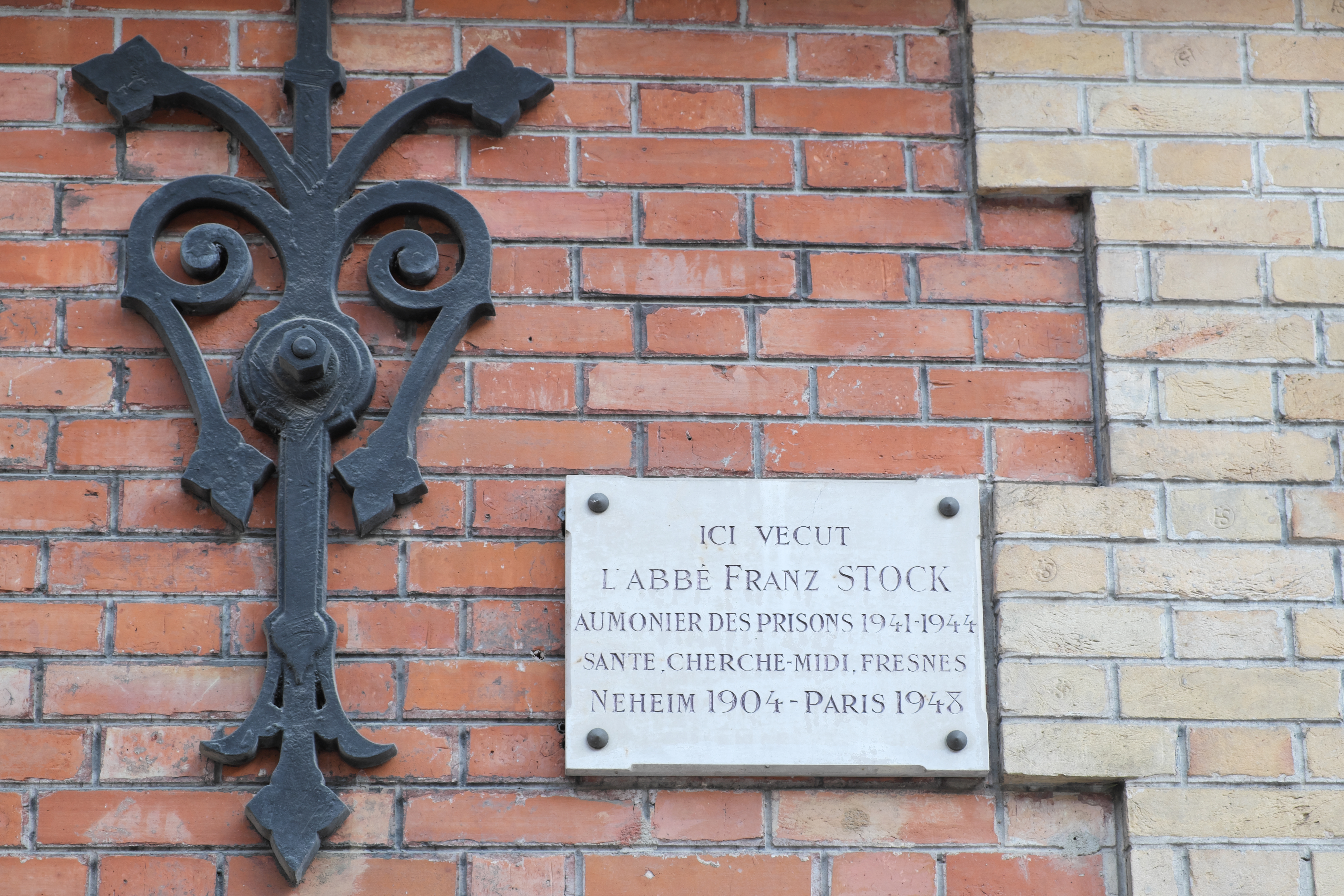
Plaque au no 23.

- No 8 : Foyer franco-libanais, construit en 1963 par l'architecte J. E. Djenangi à l'angle des rues Lhomond et d'Ulm est accolé à un édifice religieux de style néo-gothique bâti en 1894 par l'architecte Jules Astruc (1862-1955) qui avait initialement vocation à être la vaste chapelle de l'ancienne école Sainte-Geneviève, établissement d'enseignement catholique secondaire des Pères jésuites, fondé en 1854 et transféré à Versailles en 1913[9] (Voir lycée privé Sainte-Geneviève).
L'édifice est depuis 1915 affectée au culte maronite sous le vocable Notre-Dame du Liban. Le chevet est visible de la rue Lhomond (Voir cathédrale Notre-Dame-du-Liban de Paris, nos 15-17 rue d'Ulm).
- No 9 : emplacement de l'ancien siège du Bureau pour l'étude de langue et de la civilisation françaises à l'étranger (BELC), transféré en février 1994 au siège du Centre international d'études pédagogiques à Sèvres. Pour les spécialistes de français langue étrangère, la « rue Lhomond » reste associée à cette période et à cette institution.
- No 12 : Institut Curie, dont le mur de clôture en briques enferme le chevet de l'église Notre-Dame-du-Liban (voir au no 8).
- Nos 20 et 22 : accès arrière des laboratoires de physique de l'École normale supérieure (ENS) ;
- No 23 :  l'abbé Franz Stock (1904-1948), aumônier des prisons parisiennes durant la Seconde Guerre mondiale y vécut ;
- No 27 : hôtel Saint-Haure, datant du XVIIIe siècle, classé depuis 1962 aux monuments historiques[10].
- No 29 : ancien couvent des Dames Bénédictines du Saint-Sacrement classé depuis 1975 aux monuments historiques[11]
- Nos 28 et 30 : séminaire du Saint-Esprit (no 30, maison-mère de la Congrégation du Saint-Esprit (des pères missionnaires Spiritains), et sa chapelle (no 28) construite en 1731, ensemble inscrit Monument historique[12].
- Nos 37 à 43 : à la suite de l’ouverture de la rue Jean-Calvin, la forte déclivité de la rue a été atténuée. Le nivellement a entraîné la construction de petits escaliers à l’entrée de chaque maison[13].
- No 51 : emplacement de l'ancien manège du Panthéon. Créé en 1867 par Hippolyte Fradin, ancien officier officier de l'École de cavalerie de Saumur, il devient une succursale du manège Duphot dès 1875 et Henri Chevalier en prend alors la direction. L'établissement porte le nom de manège Duchon en 1912[14]. Le lieu fut le cadre de réunions politiques de tous bords. Ainsi, en 1885 s'y tint une réunion du syndicat des PTT. Lors de la campagne pour les élections législatives de 1919, Léon Daudet, candidat nationaliste victorieux dans la circonscription, y organisa une réunion publique[15]. En 1921, le 1er Congrès démocratique international de Marc Sangnier eut pour cadre le manège[16].
- No 53 : résidence universitaire Pierre-de-Coubertin, construite en 1930 sur les plans de l'architecte Paul Tournon, sous le nom de « Maison des étudiantes » est aujourd'hui gérée par le CROUS et a accueilli ses premiers résident le 2 septembre 2019, dans le cadre des Internats de Paris (lycée d'État Jean-Zay). Elle accueille les élèves des classes préparatoires des lycées de la montagne Sainte-Geneviève[Lesquels ?]. À son sommet, il y a trois médaillons avec des images : une fleur, une flamme et une étoile, représentant les arts, les sciences et les lettres[17].

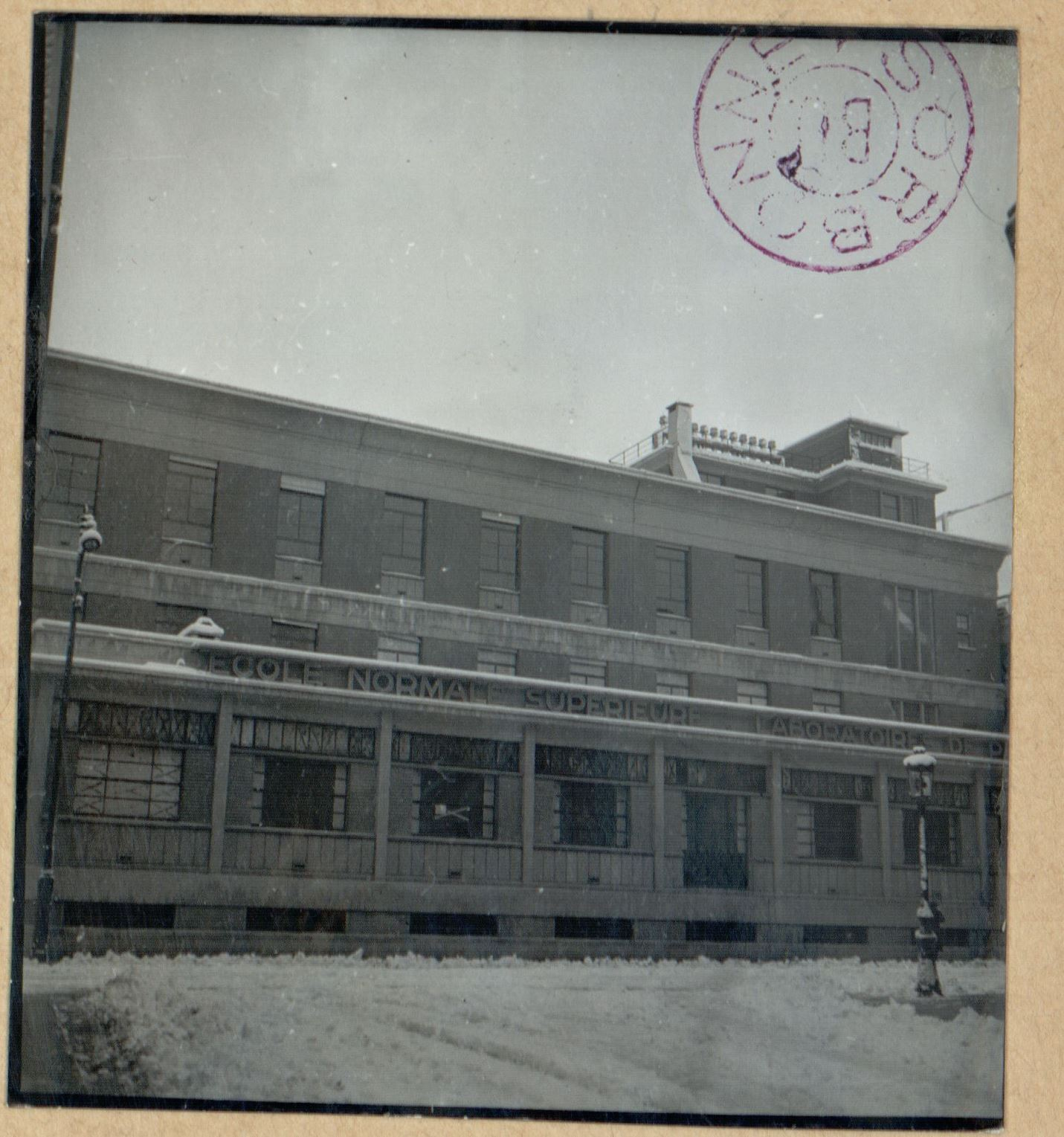
Laboratoires de l'ENS.
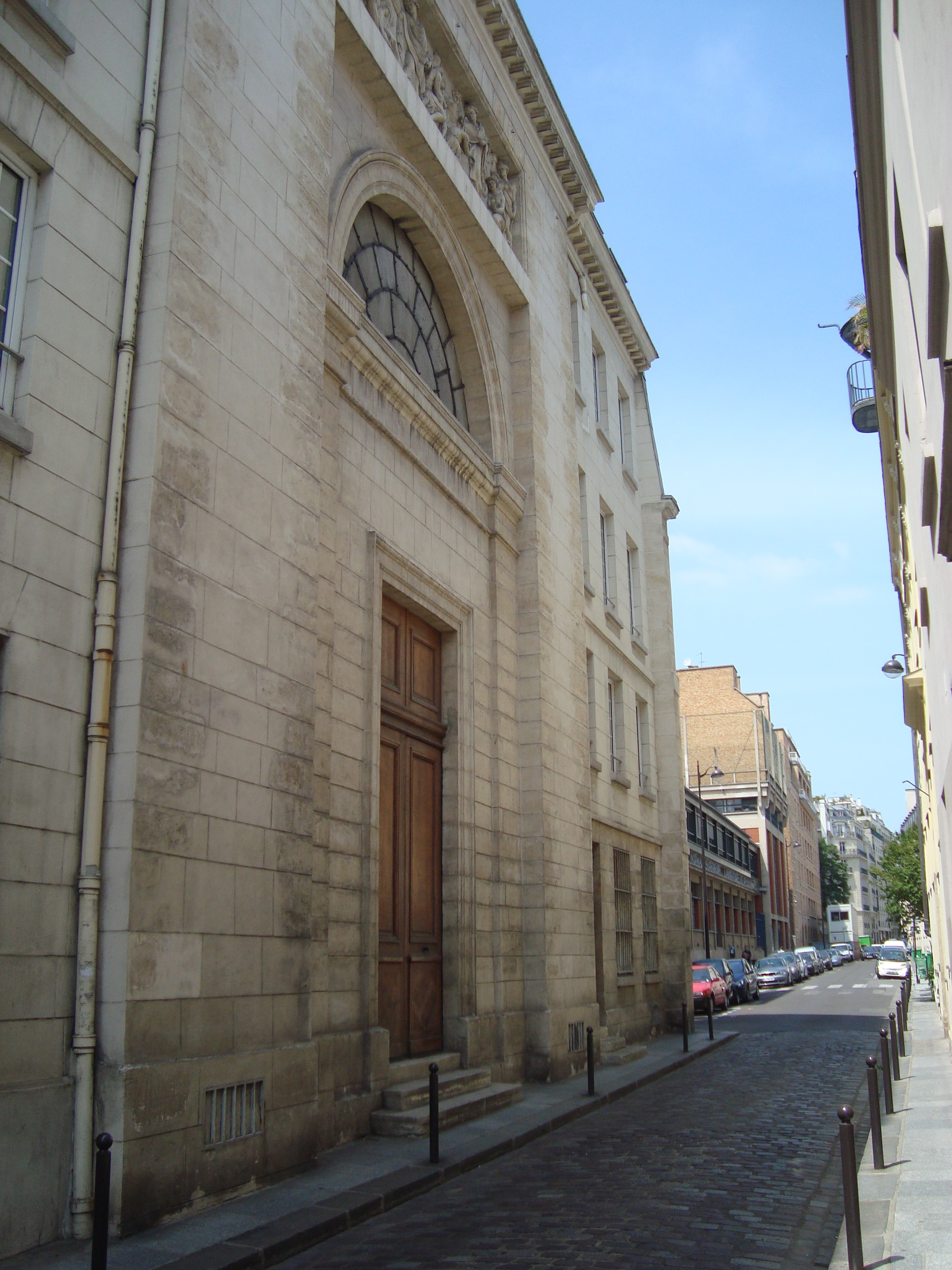
La chapelle de la Congrégation du Saint-Esprit.
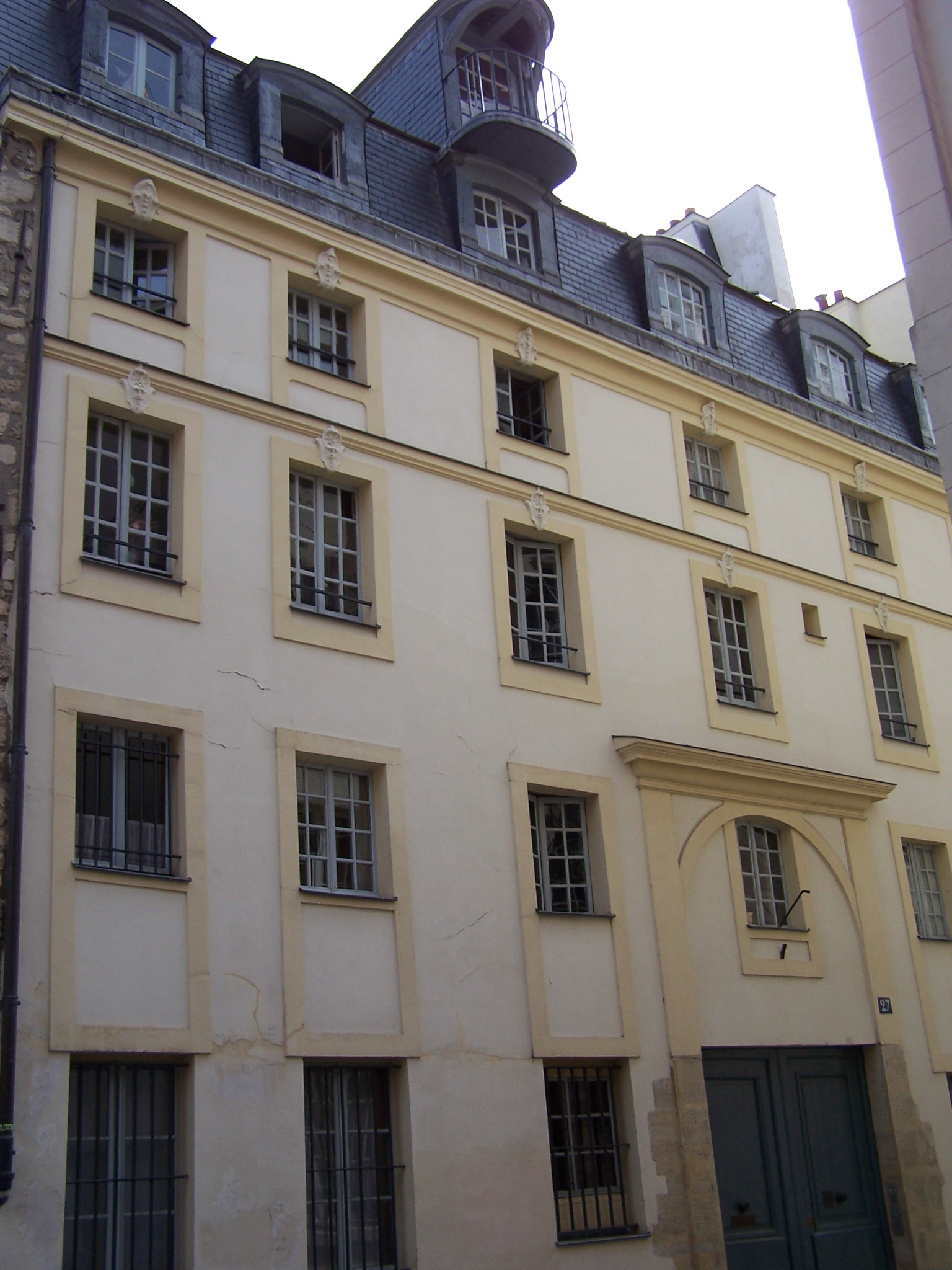
L'hôtel Saint-Haure.
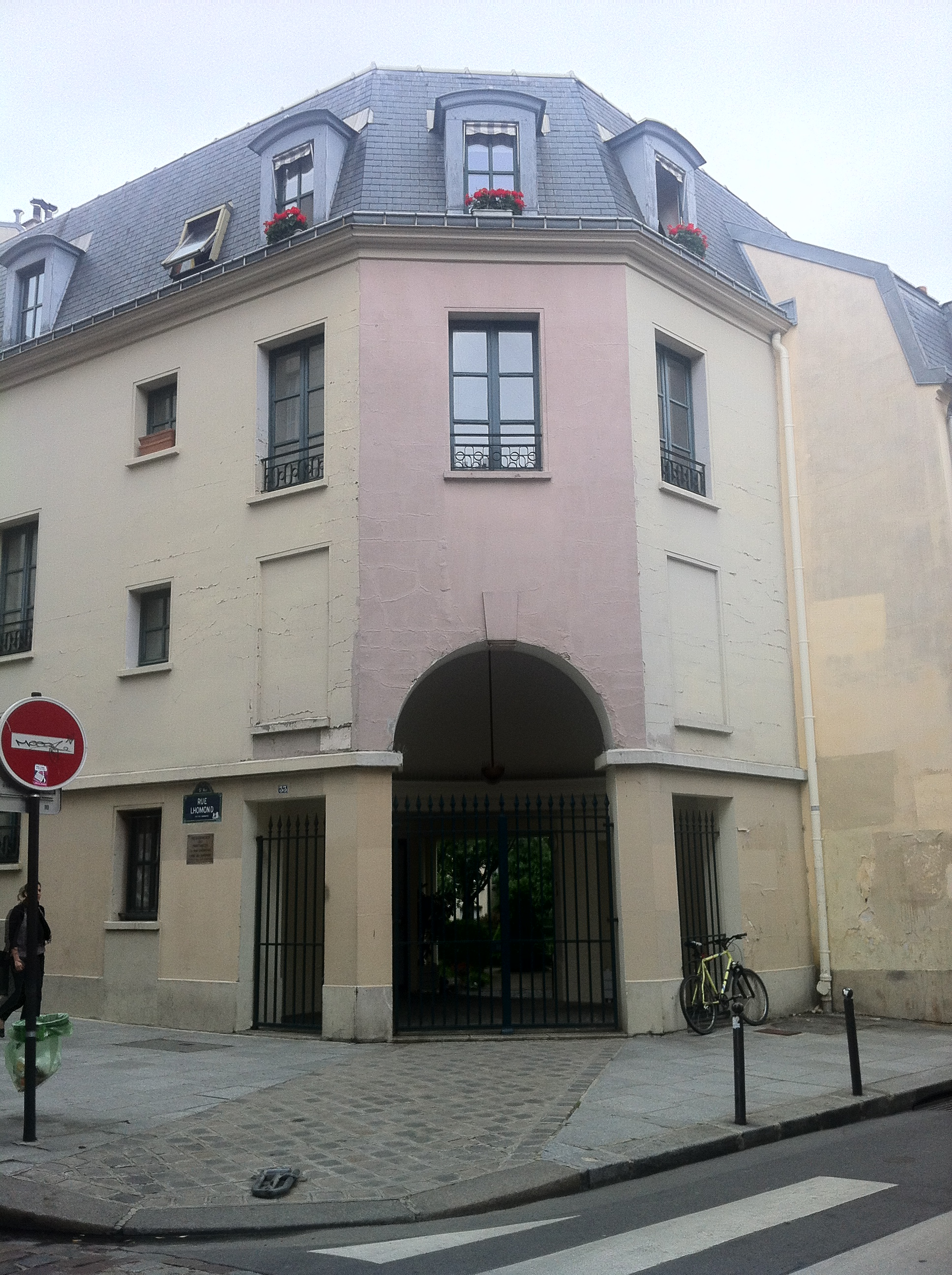
Entrée du no 33.
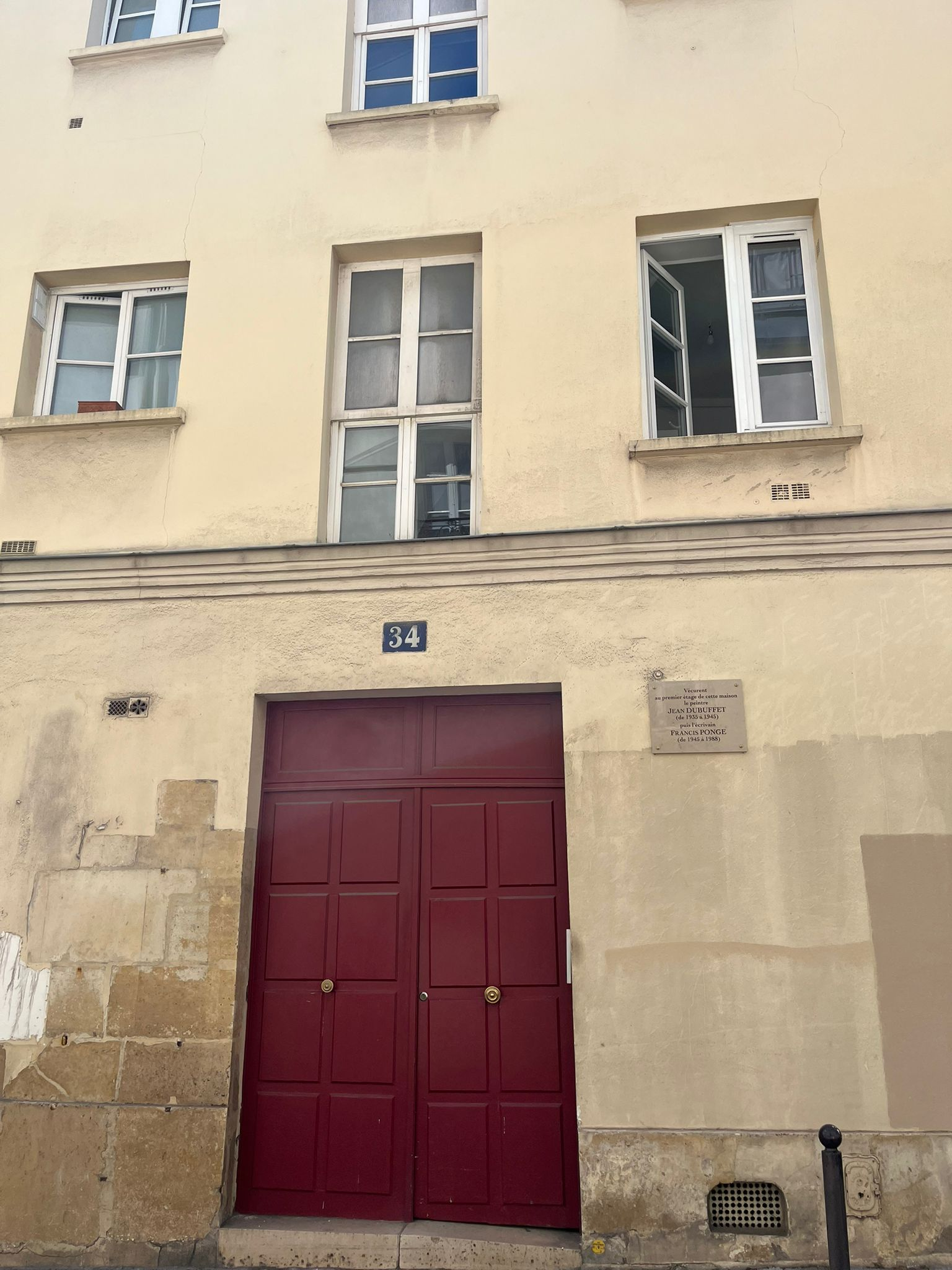
Facade du n°34 où vécurent Jean Dubuffet et Francis Ponge.

### Évocations dans la littérature
- M. Gaillardet, La rue des Postes, Paris ou Le Livre des cent-et-un, t. VII, Paris, Ladvocat, 1832, p. 303-326[18].
- Georges Simenon, Maigret en meublé, 1951.
- Victor Hugo, Les Misérables. C'est par le no 33 que Jean Valjean et Cosette, réfugiés dans le couvent imaginaire du Petit-Picpus, échappent à Javert. Victor Hugo transpose là le couvent des Bénédictines et les souvenirs de sa maîtresse, Juliette Drouet, qui fut pensionnaire d'un autre couvent (chez les Dames de Sainte-Madeleine) dans sa jeunesse[19].
- Hector Malot, dans son roman Le Lieutenant Bonnet évoque, au sujet des officiers issus de Saint-Cyr, les « anciens élèves de la rue des Postes qui, par principe, ne vont pas au café et ne fument pas en public »[20].